# Sijo
El si-yo, 시조 (sijo en transcripción inglesa; en coreano ɕidʑo; escrito en alfabeto hangul 시조, y en hanja 時調) es un género poético tradicional y clásico de Corea. Consta de tres versos con una media de entre catorce y dieciséis sílabas, sumando un total de entre cuarenta y cuatro y cuarenta y seis sílabas.
El si-yo se estructura de manera que el primer verso establece una introducción de la materia por tratar, el segundo la desarrolla y el tercero ofrece una suerte de conclusión. Este tercer verso consta a su vez de dos partes. La primera mitad debe sorprender por su significado o sonoridad.
Hay dos grandes tradiciones, una de raigambre taoísta, en la que prevalece el efecto sorpresa entre la primera y la segunda parte, y otra confuciana, de talante moralista. Aquella suele ser imaginativa, hedonista, políticamente incorrecta a menudo. Los buenos modales y la identificación con la familia y la sociedad dan la nota entre los seguidores de Confucio.

## Selección de textos
Los siguientes ejemplos son versiones que no siguen la medida silábica.
Anochece y flota el otoño en el río 

dejó caer el anzuelo y no pican

no regresa vacía la barca con la luna
 Príncipe Wolmyong (siglo VII).

Troncho una rama del sauce y se la envío a mi amante

si la planta junto a la ventana que alumbra su cama

me verá y me tendrá de nuevo en cada brote
 Atribuido a la cortesana Jong Rang: se conservan poemas suyos desde el siglo XVII. 

abandonaron el barco de guerra 

y un infante de la marina

abandonado dejó una zapato, ¡está muy claro!
 Yi Sang (1910-1931) sabía ser cáustico. Es un poema póstumo suyo dado a conocer en 1976 por Yoda Junichi, también poeta. 

Acaba de regalarle el hijo una corbata

con barquitos de vela que navegan al vaivén

de las mareas de su barriga sobresaliente
 José M. Prieto. En éste y en los dos siyos que siguen rinde homenaje a Yi Sang-Bom -poeta coreano del siglo XX- e ilustra la tendencia a redistribuir las sílabas en varios versos.

Una vez por semana le toca abrir

la puerta del cementerio de su pueblo

y con la escoba al hombro

canturrea nombres de amigos que están

a la altura de sus tobillos.

por una nota que alguien dejó caer

a la puerta del monasterio

conocen los nuevos usos del móvil:

Ahora podéis hablar con Dios

con foto y sin esfuerzo
 Religioso es el siyo del poeta Ko Un, candidato al Premio Nobel de Literatura o de la Paz durante más de una década.

Un mosquito me ha picado

¡gracias!

¡¡estoy vivo!!
 Su argumento es vital y racional; es el de René Descartes: pienso luego existo.